# Helgakviða Hundingsbana I

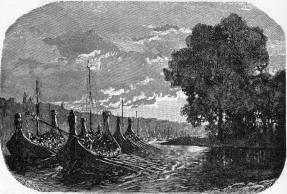
L'exèrcit d'Helgi marxa a lluitar per Sigrún

Helgakviða Hundingsbana I, Völsungakviða o Primer cant d'Helgi Hundingsbane és una poesia en nòrdic antic que es troba en l'Edda poètica. És un dels cants d'Helgi juntament amb Helgakviða Hundingsbana II i Helgakviða Hjörvarðssonar.
Les localitzacions en el poema han provocat forts debats, dins les escoles daneses, que defensen orígens danesos per a les ubicacions(1) i el punt de vista suec, que afirma que la geografia esmentada en el poema és sueca (Brávellir i Brandey) i els personatges (Ylfings, Högni i Granmarr) i situen els fets a Östergötland i Södermanland.(2) El poema és ambigu quan atribueix Helgi als clans Ylfing, Yngling i Volsung, cosa que suggereix una barreja de tradicions originàriament sense relació.
En l'Edda, el poema és una seqüela d'Helgakviða Hjörvarðssonar, i els seus herois Helgi Hjörvarðsson i Sváva renaixen com Helgi Hundingsbane i Sigrún. En el Codex Regius, però, l'ordre n'és invers i n'és Helgakvida Hjörvardssonar la continuació.
El poema comença en un indret anomenat Brálund amb el naixement d'Helgi Hundingbane, fill de Sigmund i Borghild. Les Nornes arriben a l'estatge per afaiçonar el seu futur com a heroi.
| 1. Ár var alda, þat er llaurar gullu, hnigu heilög vötn af Himinfjöllum; þá hafði Helga inn hugumstóra Borghildr borit í Brálundi. - 2. Nótt varð í bæ, nornir kómu, þær er öðlingi aldr of skópu; þann báðo fylki frægstan veureða ok buðlunga beztan þykkja. | 1. En els vells dies, quan les àguiles cridaven, i sagrats corrents queien des de penyals al cel, hi havia Helgi llavors, l'heroi de cor, fill de Borghild, nascut en Bralund. - 2. Era de nit a l'estatge, i van arribar-hi les Nornes, que van modelar la vida d'aquell noble; li van concedir la major fama de tots els guerrers i el millor dels prínceps que mai existís. |  |

Quan Helgi té quinze anys, mata un home anomenat Hunding. Això fa que els fills d'Hunding, Eyjólfr, Álfr, Hjörvarðr i Hávarðr, s'acosten a Helgi reclamant un wergeld i el retorn del botí que Helgi havia pres del pare d'ells. Quan Helgi s'hi nega, els fills d'Hunding li declaren la guerra; i té lloc una batalla en què Helgi mata tots els fills d'Hunding.
Helgi coneix la valquíria Sigrún, que l'informa que el pare d'ella, Högni, l'havia promesa en matrimoni a Höðbroddr, l'indigne fill del rei Granmarr del clan dels nibelungs. Helgi li promet encarregar-se d'Höðbroddr i reclamar-la per a ell. Helgi després reuneix una poderosa host i part a declarar-li la guerra a la família de Höðbrodd.
Quan arriben al Regne de Granmar, el poema descriu els insults entre el mig germà d'Helgi, Sinfjötli, i el germà d'Höðbrodd, Goðmundr. Després, els exèrcits s'enfronten a Frekastein; Helgi ix victoriós de la contesa i Sigrún esdevé la seua núvia.